# Família Hansa
A família Hansa é uma pequena família de asteroides localizados no cinturão principal. A família foi nomeada devido ao primeiro asteroide que foi classificado neste grupo, o 480 Hansa.

## Os maiores membros desta família
| Nome      | Diâmetro | Semieixo maior | Inclinação orbital | Excentricidade orbital | Ano da descoberta |
| --------- | -------- | -------------- | ------------------ | ---------------------- | ----------------- |
| 480 Hansa | 56,22 km | 2,6444378 UA   | 21,29332 °         | 0,0466305              | 1901              |